# 結合組織
結合組織（けつごうそしき、英: connective tissue）は、伝統的な分類における組織の4種のうちの1種（他に上皮組織、筋組織、神経組織がある）。詳細に定義された分類ではなく、むしろ他組織に当てはまらない組織を集合させたことによる大きなカテゴリである。ただし、結合組織に分類される全て（あるいはほとんど）の組織は以下のような類似点を持っている。
- 構造の支持に関与する。
- 中胚葉に由来する。
- 不活性な組織である。

血液、軟骨、骨も一般的に結合組織とされるが、他の結合組織との相違から固有結合組織 (connective tissue proper) には含めないことが多い。また、胚性結合組織 (embryonic connective tissue) を固有結合組織に含める場合もあるが、本稿では別個の分類として扱う。
コラーゲンは動物の結合組織を構成する主要なタンパク質であり、哺乳類では全タンパク質含有量の25%を占める、最も豊富なタンパク質となっている。

## 分類
結合組織の古典的な分類として、固有結合組織と特殊結合組織に2分する方法が採られてきた。現在ではさらに細分化した分類が提唱されている。

### 固有結合組織

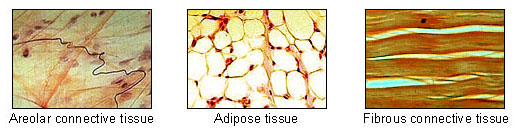
固有結合組織

- 疎性結合組織 - 器官や上皮を保持し、コラーゲンやエラスチンを含む多様なタンパク質性の線維を有する。
- 密性結合組織 - 靭帯や腱を形成する。密性結合組織には強力な伸長強度を示すコラーゲン繊維（線維）が詰め込まれている。繊維の配列に基づき、交織繊維性と平行繊維性の2種に細分される。
- 脂肪組織 - 脂肪細胞で構成され、緩衝材、断熱材、潤滑剤、エネルギー貯蔵の役割を果たす。
- 細網組織 - 細網繊維のネットワークであり、リンパ器官（リンパ節、骨髄、脾臓）を支持する軟骨格を形成する。

### 特殊結合組織

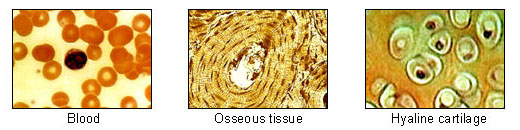
特殊結合組織

- 血液 - 輸送において機能する。血液の細胞外マトリックスは血漿であり、栄養素、ホルモン、重炭酸塩の形態で二酸化炭素を溶解して輸送する。主要な細胞成分は赤血球である。
- 骨 - 実質的に脊椎動物の成熟個体の骨格全てを形成する。
- 軟骨 - 硝子軟骨、弾性軟骨、線維軟骨に分けられる。実質的に軟骨魚綱の全ての骨格を形成する。他の多くの脊椎動物では、大部分は関節に認められ、緩衝材として機能する。軟骨の細胞外マトリックスの大部分はコラーゲンにより構成される。

### 胚性結合組織
胎生期に存在する、未分化な結合組織である。
- 間葉組織
- 膠様組織

## 線維の種類
- コラーゲン線維
- 弾性線維
- 細網線維

## 結合組織の疾患
遺伝性及び非遺伝性の結合組織の疾患が確認されている。
- マルファン症候群 - フィブリリン の異常による遺伝病。
- 壊血病 - ビタミンCの食事性欠乏によるコラーゲンの異常によって引き起こされる。
- エーラス・ダンロス症候群 - コラーゲンの進行性変化によって引き起こされる遺伝病。型によっては、原因はいまだ不明である。
- ロイス・ディエツ症候群（英語版） - かつてマルファン症候群の2型と呼ばれていたが、現在では[いつ?]別の疾患となっている。動脈の蛇行など、脈管の変化を伴う遺伝病。
- 弾力繊維性仮性黄色腫 - 皮膚、眼、心臓血管系に影響を与える石灰化と弾性線維の崩壊を引き起こす常染色体劣性遺伝病。
- 全身性エリテマトーデス - 多くは若い女性に認められる、自己免疫が関与すると考えられる慢性の多臓器性の炎症異常。
- 骨形成不全症（骨粗鬆症） - 健康かつ強固な骨を作るための良質なコラーゲンの不足による疾病。
- 進行性骨化性線維形成異常症（英語版） - 結合組織の疾病。
- 自然気胸 - 結合組織の微妙な異常が原因と考えられる肺の虚脱。
- 非上皮性悪性腫瘍 - 結合組織を起源とする悪性腫瘍。

## 結合組織の染色
顕微鏡観察のために用いられる結合組織染色の大部分は、線維の染め分けを目的としている。以下のどの染色法を用いても、コラーゲンを明瞭に染めることが可能である。
- ワンギーソン染色
- マッソン・トリクローム染色
- アニリン青染色（マロリー法およびKrajian法）
- アゾカルミン染色